# Abutilon calliphyllum
Abutilon calliphyllum är en malvaväxtart som beskrevs av Karel Domin. Abutilon calliphyllum ingår i släktet klockmalvor, och familjen malvaväxter. Inga underarter finns listade i Catalogue of Life.